# Amélia Judith Ernesto
Amélia Judith Ernesto là một chính trị gia người Anh của UNITA và là thành viên của Quốc hội Angola.